# James Wade
James Martin Wade (* 6. dubna 1983) je anglický profesionální šipkař hrající na turnajích pořádaných organizací Professional Darts Corporation (PDC). Svůj první titul na jednom z hlavních turnajů PDC získal v roce 2007 ve věku 24 let, kdy vyhrál World Matchplay. Wade vyhrál jedenáct major turnajů organizace PDC a je tak třetím nejúspěšnějším hráčem v historii za Philem Taylorem a Michaelem van Gerwenem.
Wade dokázal během své kariéry vyhrát kromě World Matchplay také World Grand Prix (2007, 2010), UK Open (2008, 2011, 2021), Premier League (2009), Masters (2014), mistrovství Evropy (2018) a World Series of Darts Finals (2018). V žebříčku PDC Order of Merit byl nejvýše druhý. Navzdory úspěšné kariéře dosud nedokázal ovládnout mistrovství světa, nejdále se dostal do semifinále (2009, 2012, 2013 a 2022).
Wade svou kariéru zahájil v British Darts Organisation (BDO) v roce 2001, k PDC se připojil v roce 2004. Jeho nejlepším výkonem v rámci BDO bylo čtvrtfinále na turnaji International Darts League v letech 2004 a 2007.

## Přezdívky
První přezdívka Jamese Wadea byla The Gladiator, která se začala používat v roce 2006, kdy ve světě šipek prorazil. Poté, co ve stejném roce dokázal třikrát hodit devítku, se jeho novou přezdívkou stalo číslo 009 s odkazem na Jamese Bonda. Tuto přezdívku používal Wade do října 2007.
V listopadu 2007, během turnaje Grand Slam of Darts, bylo v rámci televizních upoutávek uvedeno, že Wade „nemá přezdívku“. V následujícím měsíci Wade vyzval své fanoušky, aby mu nějakou vymysleli, a na krátkou dobu používal označení Spectacular s odkazem na to, že jako jeden z mála hráčů hraje v brýlích. Další přezdívkou bylo The Wingman, s tou ale nebyl spokojen. Od ledna 2008 používá označení The Machine, tato přezdívka mu vydržela až dosud.

## Osobní život
Wade do roku 2006 pracoval v garáži v Aldershotu a dvanáct dní před začátkem World Matchplay se stal profesionálním hráčem šipek na plný úvazek. Některé zdroje udávají, že byl propuštěn, jelikož kvůli trénování zameškal příliš pracovních dní.
V roce 2015 se oženil s modelkou Sammi Marshovou, se kterou byli partnery od roku 2013. Marshová pracovala pro PDC jako uvaděčka a často doprovázela Wadea při jeho nástupu na pódium. Nyní je Wadeovou manažerkou. V roce 2018 se jim narodil chlapec Arthur.

## Výsledky na mistrovství světa

### BDO
- 2003: První kolo (porazil ho Dennis Harbour 2–3)
- 2004: Druhé kolo (porazil ho Darryl Fitton 1–3)

### PDC

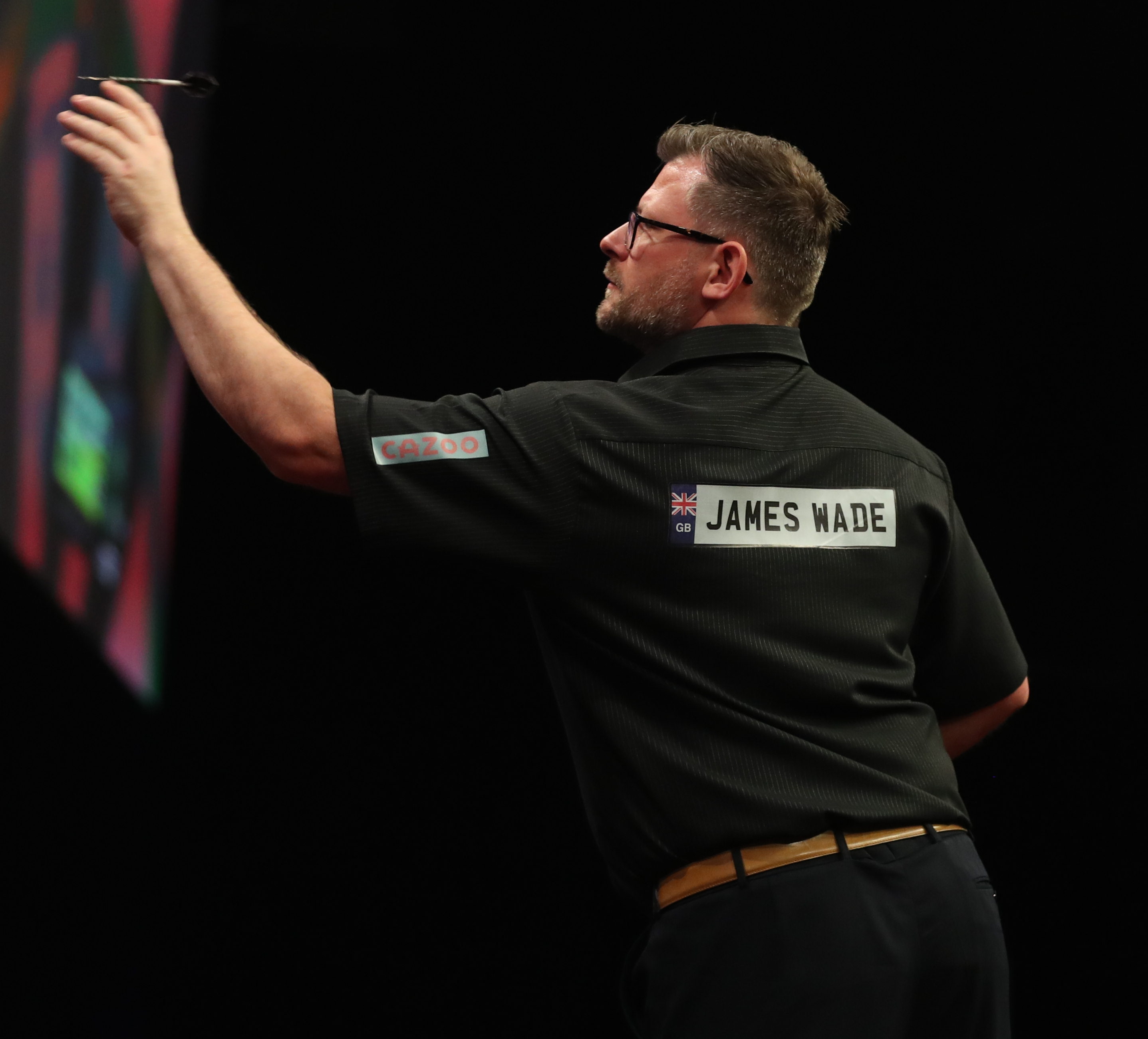
James Wade (2022)

- 2005: První kolo (porazil ho Mark Holden 0–3)
- 2006: První kolo (porazil ho Wayn Jones 2–3)
- 2007: Třetí kolo (porazil ho Terry Jenkins 3–4)
- 2008: Čtvrtfinále (porazil ho John Part 4–5)
- 2009: Semifinále (porazil ho Raymond van Barneveld 4–6)
- 2010: Čtvrtfinále (porazil ho Simon Whitlock 3–5)
- 2011: Druhé kolo (porazil ho Mensur Suljović 2–4)
- 2012: Semifinále (porazil ho Adrian Lewis 5–6)
- 2013: Semifinále (porazil ho Michael van Gerwen 4–6)
- 2014: Čtvrtfinále (porazil ho Adrian Lewis 1–5)
- 2015: Druhé kolo (porazil ho Stephen Bunting 1–4)
- 2016: Čtvrtfinále (porazil ho Gary Anderson 1–5)
- 2017: Čtvrtfinále (porazil ho Peter Wright 3–5)
- 2018: První kolo (porazil ho Keegan Brown 2–3)
- 2019: Čtvrté kolo (porazil ho Ryan Joyce 3–4)
- 2020: Třetí kolo (porazil ho Steve Beaton 2–4)
- 2021: Třetí kolo (porazil ho Stephen Bunting 2–4)
- 2022: Semifinále (porazil ho Michael Smith 3–6)
- 2023: Druhé kolo (porazil ho Jim Williams 2–3)
- 2024: Druhé kolo (porazil ho Matt Campbell 2–3)
- 2025: Druhé kolo (porazil ho Jermaine Wattimena 0–3)

## Finálové zápasy

### Major turnaje PDC: 27 (11 titulů)
| Legenda                            |
| ---------------------------------- |
| World Matchplay (1–5)              |
| World Grand Prix (2–1)             |
| Grand Slam (0–3)                   |
| Premier League (1–2)               |
| UK Open (3–1)                      |
| Mistrovství Evropy (1–2)           |
| The Masters (1–1)                  |
| Championship League (1–0)          |
| Las Vegas Desert Classic (0–1)     |
| World Series of Darts Finals (1–0) |

| Výsledek  | No. | Rok  | Turnaj                       | Soupeř             | Skóre     |
| --------- | --- | ---- | ---------------------------- | ------------------ | --------- |
| Finalista | 1.  | 2006 | World Matchplay              | Phil Taylor        | 11–18 (l) |
| Vítěz     | 1.  | 2007 | World Matchplay              | Terry Jenkins      | 18–7 (l)  |
| Vítěz     | 2.  | 2007 | World Grand Prix             | Terry Jenkins      | 6–3 (s)   |
| Finalista | 2.  | 2008 | Premier League               | Phil Taylor        | 8–16 (l)  |
| Vítěz     | 3.  | 2008 | UK Open                      | Gary Mawson        | 11–7 (l)  |
| Finalista | 3.  | 2008 | Las Vegas Desert Classic     | Phil Taylor        | 7–13 (l)  |
| Finalista | 4.  | 2008 | World Matchplay              | Phil Taylor        | 9–18 (l)  |
| Vítěz     | 4.  | 2009 | Premier League               | Mervyn King        | 13–8 (l)  |
| Finalista | 5.  | 2010 | Premier League               | Phil Taylor        | 8–10 (l)  |
| Vítěz     | 5.  | 2010 | World Grand Prix (2)         | Adrian Lewis       | 6–3 (s)   |
| Vítěz     | 6.  | 2010 | Championship League          | Phil Taylor        | 6–5 (l)   |
| Finalista | 6.  | 2010 | Grand Slam of Darts          | Scott Waites       | 12–16 (l) |
| Vítěz     | 7.  | 2011 | UK Open (2)                  | Wes Newton         | 11–8 (l)  |
| Finalista | 7.  | 2011 | World Matchplay              | Phil Taylor        | 8–18 (l)  |
| Finalista | 8.  | 2012 | World Matchplay              | Phil Taylor        | 15–18 (l) |
| Finalista | 9.  | 2014 | World Grand Prix             | Michael van Gerwen | 3–5 (s)   |
| Vítěz     | 8.  | 2014 | The Masters                  | Mervyn King        | 11–10 (l) |
| Finalista | 10. | 2015 | World Matchplay              | Michael van Gerwen | 12–18 (l) |
| Finalista | 11. | 2016 | Grand Slam of Darts          | Michael van Gerwen | 8–16 (l)  |
| Vítěz     | 9.  | 2018 | Mistrovství Evropy           | Simon Whitlock     | 11–8 (l)  |
| Vítěz     | 10. | 2018 | World Series of Darts Finals | Michael Smith      | 11–10 (l) |
| Finalista | 12. | 2019 | The Masters                  | Michael van Gerwen | 5–11 (l)  |
| Finalista | 13. | 2020 | Mistrovství Evropy           | Peter Wright       | 4–11 (l)  |
| Finalista | 14. | 2020 | Grand Slam of Darts          | José de Sousa      | 12–16 (l) |
| Vítěz     | 11. | 2021 | UK Open (3)                  | Luke Humphries     | 11–5 (l)  |
| Finalista | 15. | 2023 | Mistrovství Evropy           | Peter Wright       | 6–11 (l)  |
| Finalista | 16. | 2025 | UK Open                      | Luke Littler       | 2–11 (l)  |

### Světová série PDC: 3
| Legenda                     |
| --------------------------- |
| World Series of Darts (0–3) |

| Výsledek  | No. | Rok  | Turnaj                        | Soupeř             | Skóre    |
| --------- | --- | ---- | ----------------------------- | ------------------ | -------- |
| Finalista | 1.  | 2015 | Perth Darts Masters           | Phil Taylor        | 7–11 (l) |
| Finalista | 2.  | 2016 | Shangai Darts Masters         | Michael van Gerwen | 3–8 (l)  |
| Finalista | 3.  | 2016 | New South Wales Darts Masters | Jonny Clayton      | 1–8 (l)  |

## Výsledky na turnajích

### BDO
| Turnaj                     | 2002 | 2003 | 2004 | 2005 | 2006 | 2007 |
| -------------------------- | ---- | ---- | ---- | ---- | ---- | ---- |
| BDO World Championship     | DNQ  | 1R   | 2R   | PDC  | PDC  | PDC  |
| Winmau World Masters       | 2R   | 2R   | PDC  | PDC  | PDC  | PDC  |
| Zuiderduin Masters         | RR   | RR   | PDC  | PDC  | PDC  | PDC  |
| International Darts League | NH   | RR   | QF   | DNP  | DNP  | QF   |
| World Darts Trophy         | DNQ  | 2R   | DNP  | DNP  | DNP  | 1R   |

### PDC
| Turnaj                          | 2002        | 2003        | 2004        | 2005           | 2006           | 2007           | 2008        | 2009        | 2010        | 2011        | 2011        | 2012              | 2013              | 2014              | 2015              | 2016              | 2017              | 2018              | 2019              | 2020              | 2021        | 2022        | 2023           | 2024           | 2025           |
| ------------------------------- | ----------- | ----------- | ----------- | -------------- | -------------- | -------------- | ----------- | ----------- | ----------- | ----------- | ----------- | ----------------- | ----------------- | ----------------- | ----------------- | ----------------- | ----------------- | ----------------- | ----------------- | ----------------- | ----------- | ----------- | -------------- | -------------- | -------------- |
| Hodnocené televizní turnaje     |             |             |             |                |                |                |             |             |             |             |             |                   |                   |                   |                   |                   |                   |                   |                   |                   |             |             |                |                |                |
| Mistrovství světa               | BDO         | BDO         | BDO         | 1R             | 1R             | 3R             | QF          | SF          | QF          | 2R          | 2R          | SF                | SF                | QF                | 2R                | QF                | QF                | 1R                | 4R                | 3R                | 3R          | SF          | 2R             | 2R             | 2R             |
| World Masters                   | Nekonalo se | Nekonalo se | Nekonalo se | Nekonalo se    | Nekonalo se    | Nekonalo se    | Nekonalo se | Nekonalo se | Nekonalo se | Nekonalo se | Nekonalo se | Nekonalo se       | SF                | W                 | QF                | SF                | 1R                | QF                | F                 | 1R                | QF          | 2R          | 2R             | 1R             | 2R             |
| UK Open                         | NH          | 4R          | 4R          | 6R             | 3R             | 5R             | W           | 3R          | QF          | W           | W           | 3R                | QF                | 5R                | 5R                | 3R                | 3R                | 4R                | 6R                | 6R                | W           | QF          | 4R             | 4R             | F              |
| World Matchplay                 | BDO         | BDO         | DNQ         | DNQ            | F              | W              | F           | QF          | SF          | F           | F           | F                 | SF                | QF                | F                 | 1R                | 1R                | 2R                | QF                | 2R                | 1R          | 2R          | 1R             | SF             |                |
| World Grand Prix                | BDO         | BDO         | DNQ         | 1R             | QF             | W              | 1R          | 1R          | W           | SF          | SF          | 1R                | SF                | F                 | 1R                | 1R                | 1R                | 1R                | 2R                | 1R                | 2R          | 1R          | 1R             | QF             |                |
| Mistrovství Evropy              | Nekonalo se | Nekonalo se | Nekonalo se | Nekonalo se    | Nekonalo se    | Nekonalo se    | 2R          | SF          | 1R          | QF          | QF          | 1R                | 2R                | 1R                | 2R                | SF                | DNQ               | W                 | 1R                | F                 | 2R          | 2R          | F              | 2R             |                |
| Grand Slam of Darts             | Nekonalo se | Nekonalo se | Nekonalo se | Nekonalo se    | Nekonalo se    | 2R             | 2R          | 2R          | F           | 2R          | 2R          | RR                | QF                | 2R                | 2R                | F                 | 2R                | 2R                | 2R                | F                 | SF          | DNQ         | SF             | 2R             |                |
| Players Championship Finals     | Nekonalo se | Nekonalo se | Nekonalo se | Nekonalo se    | Nekonalo se    | Nekonalo se    | Nekonalo se | SF          | 1R          | 2R          | QF          | 1R                | 1R                | 1R                | 2R                | 2R                | QF                | 3R                | 3R                | 1R                | 3R          | 2R          | QF             | 1R             |                |
| Nehodnocené televizní turnaje   |             |             |             |                |                |                |             |             |             |             |             |                   |                   |                   |                   |                   |                   |                   |                   |                   |             |             |                |                |                |
| Premier League Darts            | Nekonalo se | Nekonalo se | Nekonalo se | Nezúčastnil se | Nezúčastnil se | Nezúčastnil se | F           | W           | F           | 5.          | 5.          | SF                | SF                | DNP               | 7.                | 6.                | 7.                | DNP               | SF                | DNP               | 6.          | SF          | Nezúčastnil se | Nezúčastnil se | Nezúčastnil se |
| World Cup of Darts              | Nekonalo se | Nekonalo se | Nekonalo se | Nekonalo se    | Nekonalo se    | Nekonalo se    | Nekonalo se | Nekonalo se | 2R          | NH          | NH          | Nekvalifikoval se | Nekvalifikoval se | Nekvalifikoval se | Nekvalifikoval se | Nekvalifikoval se | Nekvalifikoval se | Nekvalifikoval se | Nekvalifikoval se | Nekvalifikoval se | SF          | SF          | DNQ            | DNQ            |                |
| World Series of Darts Finals    | Nekonalo se | Nekonalo se | Nekonalo se | Nekonalo se    | Nekonalo se    | Nekonalo se    | Nekonalo se | Nekonalo se | Nekonalo se | Nekonalo se | Nekonalo se | Nekonalo se       | Nekonalo se       | Nekonalo se       | QF                | 2R                | SF                | W                 | 2R                | SF                | 1R          | SF          | DNP            | DNP            |                |
| Bývalé televizní turnaje        |             |             |             |                |                |                |             |             |             |             |             |                   |                   |                   |                   |                   |                   |                   |                   |                   |             |             |                |                |                |
| Champions League of Darts       | Nekonalo se | Nekonalo se | Nekonalo se | Nekonalo se    | Nekonalo se    | Nekonalo se    | Nekonalo se | Nekonalo se | Nekonalo se | Nekonalo se | Nekonalo se | Nekonalo se       | Nekonalo se       | Nekonalo se       | Nekonalo se       | SF                | DNQ               | DNQ               | RR                | Nekonalo se       | Nekonalo se | Nekonalo se | Nekonalo se    | Nekonalo se    | Nekonalo se    |
| Las Vegas Desert Classic        | BDO         | BDO         | 1R          | 2R             | DNQ            | 1R             | F           | SF          | Nekonalo se | Nekonalo se | Nekonalo se | Nekonalo se       | Nekonalo se       | Nekonalo se       | Nekonalo se       | Nekonalo se       | Nekonalo se       | Nekonalo se       | Nekonalo se       | Nekonalo se       | Nekonalo se | Nekonalo se | Nekonalo se    | Nekonalo se    | Nekonalo se    |
| Championship League             | Nekonalo se | Nekonalo se | Nekonalo se | Nekonalo se    | Nekonalo se    | Nekonalo se    | RR          | SF          | W           | RR          | RR          | RR                | RR                | Nekonalo se       | Nekonalo se       | Nekonalo se       | Nekonalo se       | Nekonalo se       | Nekonalo se       | Nekonalo se       | Nekonalo se | Nekonalo se | Nekonalo se    | Nekonalo se    | Nekonalo se    |
| Statistika                      |             |             |             |                |                |                |             |             |             |             |             |                   |                   |                   |                   |                   |                   |                   |                   |                   |             |             |                |                |                |
| Pořadí v žebříčku na konci roku | BDO         | BDO         | 44          | 27             | 11             | 3              | 3           | 3           | 2           | 3           | 3           | 3                 | 6                 | 6                 | 6                 | 6                 | 11                | 9                 | 8                 | 7                 | 4           | 8           | 19             | 16             |                |

| Legenda | Legenda | Legenda | Legenda        | Legenda | Legenda           | Legenda | Legenda     | Legenda | Legenda |
| ------- | ------- | ------- | -------------- | ------- | ----------------- | ------- | ----------- | ------- | ------- |
| #R      | kolo    | QF      | čtvrtfinále    | SF      | semifinále        | F       | finalista   | W       | vítěz   |
| RR      | skupina | DNP     | nezúčastnil se | DNQ     | nekvalifikoval se | NH      | nekonalo se | C       | zrušeno |

## Zakončení devíti šipkami
V roce 2006 se stal prvním hráčem, který v jednom roce dokázal na turnajích zavřít leg devíti šipkami třikrát. Žádná z nich ale nebyla odvysílána v televizi. 20. listopadu 2008 zkompletoval Wade svou první televizní devítku, a to ve druhém kole turnaje Grand Slam of Darts, jeho soupeřem byl Gary Anderson. Tento zápas ale nakonec prohrál 8–10. Díky tomu se stal prvním hráčem, který na major turnaji konaném v Anglii a vysílaném v televizi trefil devítku, ale nevyhrál zápas (totéž se povedlo ještě dříve Michaelu van Gerwenovi na turnaji v Nizozemsku. Wade byl také prvním levákem, který dokázal v živém přenosu zavřít leg devíti šipkami.
V říjnu 2014 trefil Wade devítku na World Grand Prix. Zavření devíti šipkami je na tomto turnaji obtížnější, jelikož hráči musí každý leg doublem nejen zavřít, ale také zahájit. Wade se díky náhozům 160, 180 a 161 stal historicky teprve druhým hráčem, který dokázal devítku na turnaji podobného formátu trefit. Zápas se ale zapsal do historie i díky jeho soupeři, kterým byl Robert Thornton. Ten totiž dokázal jeden z legů rovněž zavřít devíti šipkami, jednalo se tak o historicky první šipkový zápas, ve kterém předvedli devítku oba hráči.
V prosinci roku 2020 trefil Wade ve třetím kole na mistrovství světa devítku proti Stephenovi Buntingovi. Šlo o první devítku na turnaji po pěti letech, naposledy se totéž povedlo Garymu Andersonovi na v prosinci 2015. Zápas ale přesto nedokázal vyhrát a na turnaji skončil po výsledku 2–4.
| Datum              | Soupeř          | Turnaj              | Způsob                                 | Odměna  |
| ------------------ | --------------- | ------------------- | -------------------------------------- | ------- |
| 20. listopadu 2008 | Gary Anderson   | Grand Slam of Darts | 3 × T20; 3 × T20; T20, T19, D12        | —       |
| 8. října 2014      | Robert Thornton | World Grand Prix    | D20, 2 × T20; 3 × T20; T20, T17, střed | 2 500 £ |
| 29. prosince 2020  | Stephen Bunting | Mistrovství světa   | 3 × T20; 3 × T20; T20, T19, D12        | —       |
| 5. března 2022     | Boris Krcmar    | UK Open             | 3 × T20; 3 × T20; T20, T19, D12        | —       |